# Wanda Jarmołowicz-Podniesińska
Wanda Jarmołowicz-Podniesińska (ur. 22 marca 1919 w Krzywoszach, zm. 8 grudnia 1997) – działaczka komunistyczna, posłanka na Sejm PRL 1952–1956.
W drugiej połowie lat 30. należała do KZMP. Od 1942 w PPR/PZPR. 1950–1952 sekretarz ds. rolnych Komitetu Warszawskiego PZPR, 1952–1954 sekretarz ds. rolnych Komitetu Wojewódzkiego (KW) PZPR w Łodzi i członek Egzekutywy tego Komitetu. 1954–1956 sekretarz ds. rolnych KW PZPR w Opolu. W wyborach jesienią 1952 została posłanką na Sejm PRL.
Pochowana na Cmentarzu Wojskowym na Powązkach (kwatera B33-6-3).

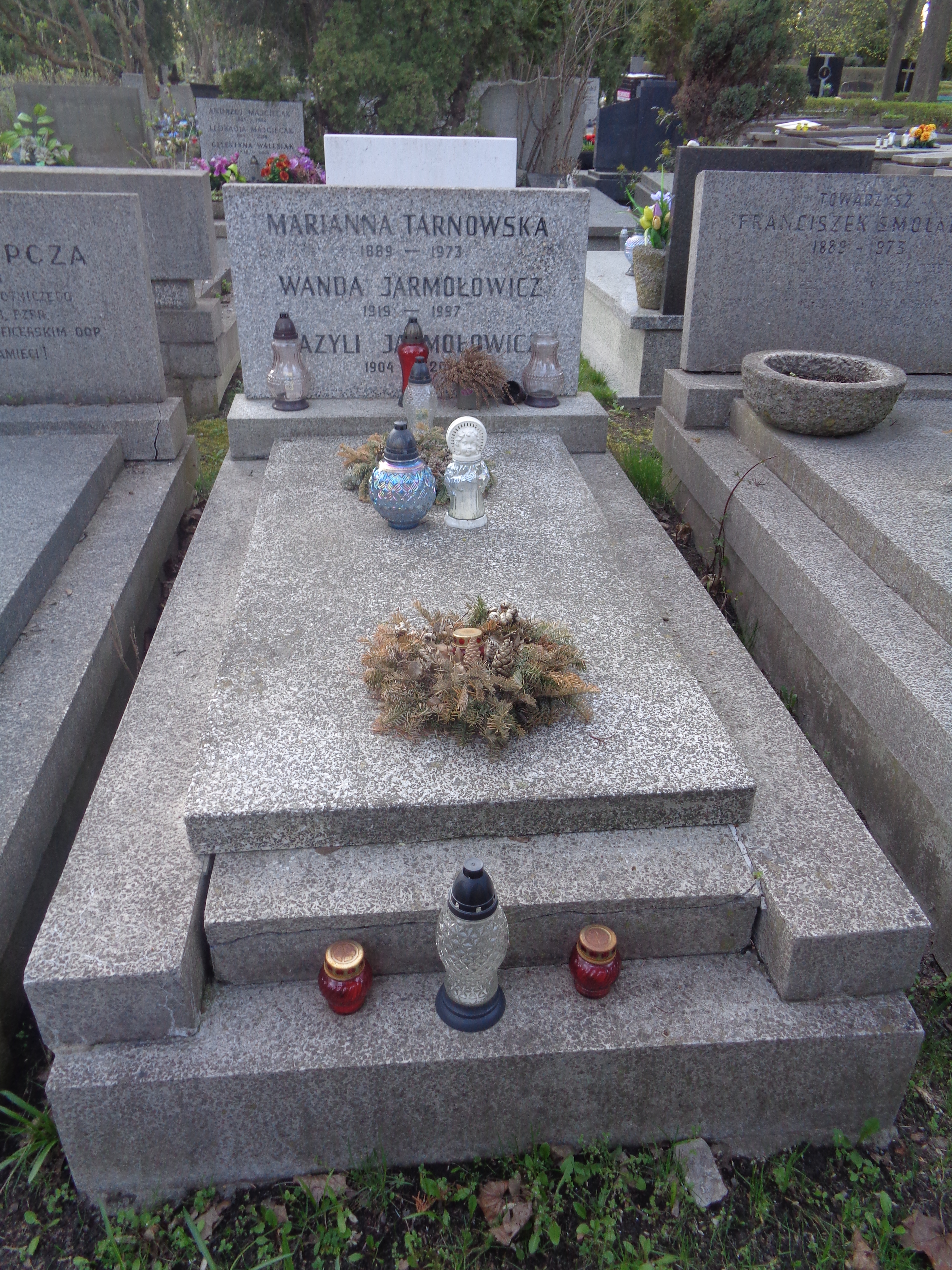
Nagrobek Wandy Jarmołowicz na Cmentarzu Wojskowym na Powązkach